# Joseba Asiron
Asiron  Saez est un nom espagnol. Le premier nom de famille, en général paternel, est Asiron ; le second, en général maternel, souvent omis, est Saez.
Joseba Asiron Saez, né le 14 avril 1962 à Pampelune, est un homme politique espagnol, membre de Euskal Herria Bildu. Il est maire de Pampelune de 2015 à 2019.

## Biographie
Joseba Asiron naît le 14 avril 1962 à Pampelune, au-dessus du célèbre magasin de churros de la Mañueta.
Il est marié et père d'une fille et d'un fils.

### Formation et vie professionnelle
Étudiant de l'université de Saragosse, il est titulaire d'une licence en histoire de l'art qu'il obtient en 1989. Il devient docteur de cette discipline en 2009 après avoir réalisé une thèse sur les tours, les maisons fortes et les armureries de la Navarre médiévale. Il a été professeur à l'ikastola San Fermín de Cizur Menor.
Il a rédigé de nombreux ouvrages liés à l'histoire de la Navarre.

### Maire de Pampelune
Il se présente en tant que tête de liste à la mairie de Pampelune pour le parti de la gauche abertzale Euskal Herria Bildu.
Lors des élections du 24 mai 2015, la liste qu'il conduit arrive seconde avec 16,62 % des voix et cinq conseillers derrière celle de l'UPN conduite par le maire sortant Enrique Maya (30,99 % des voix et dix conseillers). Il est élu maire de Pampelune le 13 juin 2015 par 14 voix pour et 13 voix à d'autres candidats grâce à un accord d'investiture quadripartite avec Geroa Bai, Aranzadi et Izquierda-Ezkerra et mettant ainsi fin à seize ans de gestion de l'UPN. Il devient ainsi le premier maire issu de la gauche abertzale à diriger la ville.
Lors de son investiture comme maire, il déclare souhaiter « dépasser les fossés et les murailles qui nous ont séparé » faisant allusion au privilège de l'union en 1423 qui unifia les trois bourgs de Pampelune.
Dès le début de son mandat, il condamne le terrorisme commis par ETA lors d'une séance plénière de la corporation municipale et réitérant ainsi son soutien aux victimes de 1998.
Après quatre ans de mandat, il est battu lors des élections municipales de mai 2019 et cède son poste de maire à Enrique Maya, membre de Navarra Suma (NA+).